# Pfarrkirche Dimbach

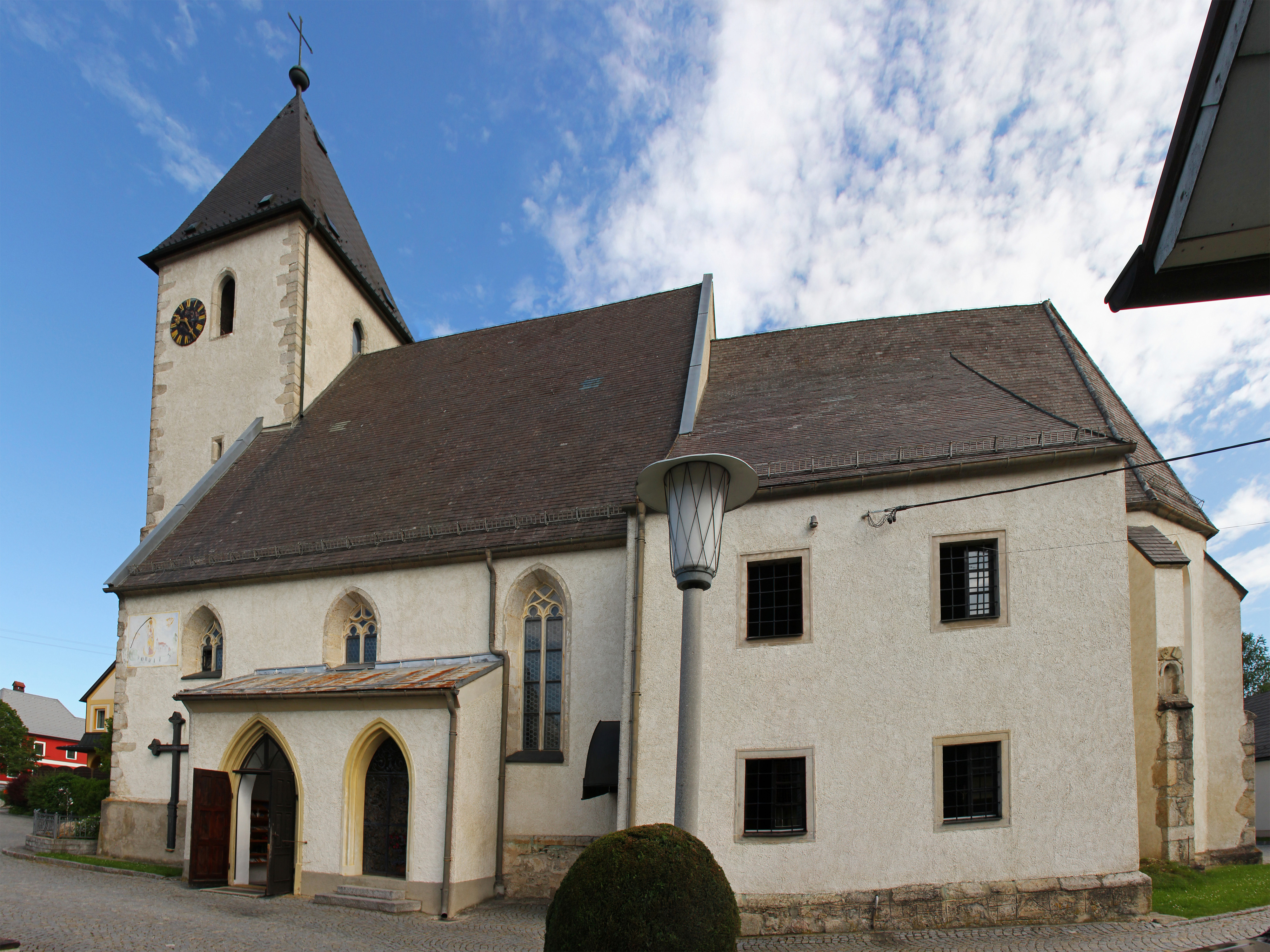
Katholische Pfarr- und Wallfahrtskirche in Dimbach

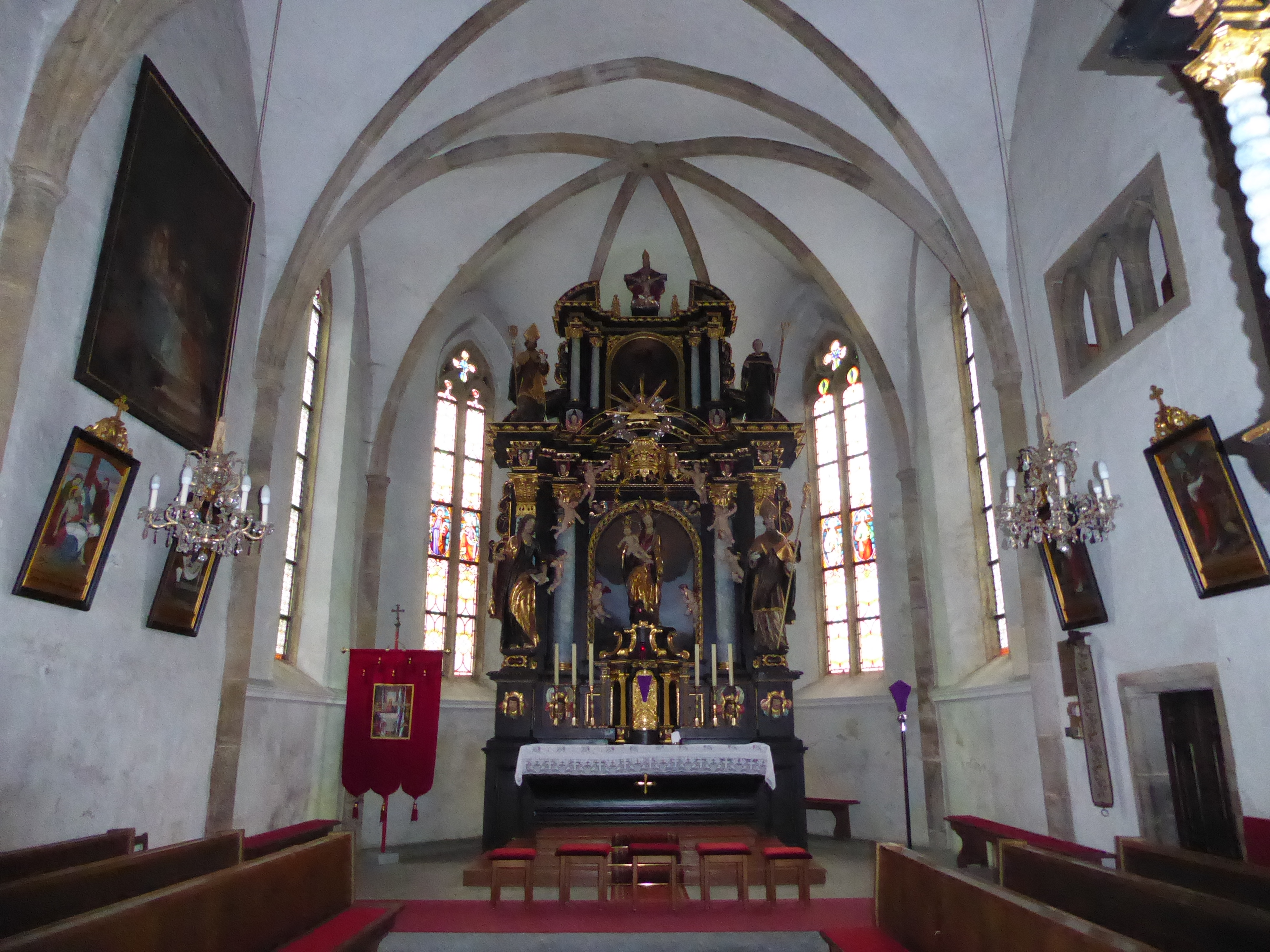
Chor mit Hauptaltar

Die Pfarrkirche Dimbach, auch Maria am Grünen Anger, steht inmitten des Ortes in der Marktgemeinde Dimbach im Bezirk Perg in Oberösterreich. Die auf das Fest Mariä Himmelfahrt geweihte römisch-katholische Pfarr- und Wallfahrtskirche gehört zum Dekanat Grein in der Diözese Linz. Das Kirchengebäude steht unter  Denkmalschutz (Listeneintrag).

## Geschichte
Urkundlich wurde 1140 eine Pfarre genannt, welche 1147 an das Kloster Säbnich, und später an das Kloster Waldhausen ging, und bis ins Ende des 18. Jahrhunderts dem Stift Waldhausen inkorporiert war.

## Ausstattung
Die dreischiffige, spätgotische Hallenkirche erhielt ihre heutigen Gewölbe um 1510. Die in den barocken Hochaltarintegriertee lebensgroße Madonna mit Kind wird um das Jahr 1450 datiert. 
Als weiteres Ausstattungsstück ist ein Gemälde mit der Herabkunft des Heiligen Geistes erwähnenswert. 
Die Orgel wurde nach Franz Xaver Müller, einem Sohn der Gemeinde, benannt.